# Svenska datatermgruppen
Svenska datatermgruppen, grundad 1996, är en brett sammansatt grupp som ger rekommendationer om hur aktuella datatermer bör hanteras på svenska. Förutom språkvårdare på Språkrådet ingår också  företrädare för bland annat dagspressen, branschpressen, etermedier, högskolor och företag inom databranschen.
Svenska datatermgruppens sekretariat sköttes av Terminologicentrum TNC och gruppens arbete stöddes av Institutet för språk och folkminnen. Sedan Terminologicentrum TNC lagts ned i slutet av 2018 sköts arbetet av Språkrådet vid Institutet för språk och folkminnen.[källa behövs]